# Malcolm Rennie
Pour les articles homonymes, voir Rennie.
Malcolm Rennie est un acteur écossais, né à Aberdeen. Il a épousé en 1989 Tamara Ustinov, fille de Peter Ustinov et Isolde Denham, sa première épouse.
Il commence par être acteur de théâtre et de comédies musicales : en 1970, à Her Majesty's Theatre, West End of London, dans The Good Companions avec John Mills, Judi Dench, Christopher Gable ; en 1971 au Prince of Wales Theatre dans Catch My Soul, d'Emil Zoughby et Pohlman, d'après Othello, où Lance LeGault joue Iago. 
En 1970, il joue dans A Midsummer Night's Dream, à la Royal Shakespeare Company  à Stratford-upon-Avon, dans la mise en scène de Peter Brook, qui part ensuite en tournée mondiale jusqu'en 1973. En 1981, il joue dans Le Roi Lear, au Bristol Old Vic.
Il apparaît à la télévision en 1973, dans Phase 4, un épisode de Scotch on the Rocks, d'après le roman de  Douglas Hurd, en 1975 dans plusieurs épisodes de la série Softly Softly. Il interprète Mr Collins dans Orgueil et Préjugés en 1980, et le sergent Lillie dans le sitcom The Lenny Henry Show en 1987-1988.
En 1997, il joue dans Immunité Diplomatique, quatrième épisode, et Suspects irréprochables, septième épisode de la Saison 6 de Highlander et en 2000 dans Le Jour du jugement, un épisode de Inspecteur Barnaby. Il participe à plusieurs épisodes de Doctors entre 2006 et 2008. Il retrouve en 2010 Sabina Franklyn dans le thriller Now Retired.
En 2007, il joue à Leeds The Sunshine Boys, la pièce de Neil Simon.